# Cee Cee Mia
Céline Houatmia, dit Cee Cee Mia, née le 3 septembre 1975 à Namur (Wallonie, Belgique), est une scénariste de bande dessinée et autrice jeunesse belge francophone.

## Biographie

### Jeunesse
Bien que née en Belgique, Cee Cee Mia arrive en France très tôt. À l'âge de quinze ans, elle lit le roman Le Monde selon Garp, qui lui donne envie de devenir elle-même auteure. Elle s'inscrit en fac de LEA, mais elle abandonne ses études pour devenir fille au pair dans le New Jersey. Une expérience qui dure un an, avant qu'elle ne multiplie les voyages, rencontrant notamment son futur mari dans un aéroport tunisien.

### Auteure jeunesse
Cee Cee Mia publie plusieurs livres jeunesse dans différentes maisons d'éditions (Frimousse, Langue de chat, Samir, Les 400 coups).

### Scénariste de bande dessinée
Elle écrit des scénarios et collabore à partir de 2020 au journal Spirou et avec les éditions Dupuis notamment la série Au-delà des étoiles avec Lesdeuxpareilles au dessin (pseudonyme des jumelles Canadiennes Julie et Lydia Fontaine Ferron). Elle est aussi l'auteure du webtoon Run Free paru chez Webtoon Factory. L'année suivante, elle co-écrit avec Carbone, La Brigade des souvenirs, un album mis en image par Marko et publié par Dupuis. La série compte cinq volumes en 2024. Elle écrit New Hope, une série pour jeunes adultes dessinée par Jalo, publiée dans la même maison d'édition dont le premier épisode intitulé : Celle qui voulait infiltrer Epsilon sort en 2023. Le second épisode Celui qui se cache derrière Pi sort l'année suivante.
En 2021, Cee Cee Mia demeure à Carcassonne.

## Œuvres

### Albums de bande dessinée

#### Au-delà des étoiles
- 1. La Naissance d'un crew, Dupuis, Marcinelle, 12 juin 2020
Scénario : Cee Cee Mia - Dessin et couleurs : Lesdeuxpareilles -  (ISBN 978-2-8001-7425-9)
- 2. La famille, la vraie[9] !, Dupuis, Marcinelle, 2 juillet 2021
Scénario : Cee Cee Mia - Dessin et couleurs : Lesdeuxpareilles -  (ISBN 979-10-34747-66-5)
- 3. Plus qu'un quartier[10] !, Dupuis, Marcinelle, 29 avril 2022
Scénario : Cee Cee Mia - Dessin et couleurs : Lesdeuxpareilles -  (ISBN 979-10-34754-31-1)

#### La Brigade des souvenirs
- 1. La Lettre de Toinette[11],[12],[13],[14],[15], Dupuis, Marcinelle, 3 septembre 2021
Scénario : Cee Cee Mia, Carbone - Dessin : Marko - Couleurs : Maëla Cosson -  (ISBN 979-10-34736-11-9)
- 2. Mon île adorée[16],[17], Dupuis, Marcinelle, 3 septembre 2021
Scénario : Cee Cee Mia, Carbone - Dessin : Marko - Couleurs : Maëla Cosson -  (ISBN 978-2-8001-7399-3)
- 3. La Voiture de Bob[18], Dupuis, Marcinelle, 1 juillet 2022
Scénario : Cee Cee Mia, Carbone - Dessin : Marko - Couleurs : Maëla Cosson -  (ISBN 979-10-34757-74-9)
- 4. Le Mur de Hans[19], Dupuis, Marcinelle, 28 avril 2023
Scénario : Cee Cee Mia, Carbone - Dessin : Marko - Couleurs : HadH -  (ISBN 979-10-34767-22-9)
- 5. Le Tableau de Rachel[5],[20], Dupuis, Marcinelle, 19 août 2024
Scénario : Cee Cee Mia, Carbone - Dessin : Marko - Couleurs : HadH -  (ISBN 978-2-8085-0264-1)

#### Évolution Z
- 1. L'Île[21],[22], Dupuis, Marcinelle, 1 juillet 2022
Scénario : Cee Cee Mia - Dessin : Tomm Bulyne - Couleurs : Éric Buisine -  (ISBN 979-10-34747-39-9)
- 2. Le Monstre[23],[24], Dupuis, Marcinelle, 1 septembre 2023
Scénario : Cee Cee Mia - Dessin : Tomm Bulyne - Couleurs : Éric Buisine -  (ISBN 979-10-34760-44-2)

#### Complots à Versailles
- 5. Mariages à la Cour, Éditions Jungle, Bruxelles, 21 avril 2022
Scénario : Cee Cee Mia, Carbone, Annie Jay - Dessin : Giulia Adragna -  (ISBN 9782822235655)
- 6. Mme de Maintenon, Éditions Jungle, Bruxelles, 17 novembre 2022
Scénario : Cee Cee Mia, Carbone, Annie Jay - Dessin : Roberta Pierpaoli -  (ISBN 9782822237918)
- 7. Madinina, l'ile aux fleurs, Éditions Jungle, coll. « Miss Jungle », Bruxelles, 20 avril 2023
Scénario : Cee Cee Mia, Carbone - Dessin : Roberta Pierpaoli - Couleurs : Francesca Piscitelli -  (ISBN 978-2-8222-4057-4) — D'après l'univers et les personnages d'Annie Jay.
- 8. Le Frère caché, Éditions Jungle, coll. « Miss Jungle », Bruxelles, 2 novembre 2023
Scénario : Cee Cee Mia, Carbone - Dessin : Roberta Pierpaoli - Couleurs : Francesca Piscitelli -  (ISBN 978-2-8222-4087-1) — D'après l'univers et les personnages d'Annie Jay.
- 9. La Pièce maudite, Éditions Jungle, coll. « Miss Jungle », Bruxelles, 25 avril 2024
Scénario : Cee Cee Mia, Carbone - Dessin : Roberta Pierpaoli - Couleurs : Francesca Piscitelli -  (ISBN 978-2-8222-4199-1) — D'après l'univers et les personnages d'Annie Jay.
- 10. La Demoiselle aux cartes, Éditions Jungle, coll. « Miss Jungle », Bruxelles, 25 novembre 2024
Scénario : Cee Cee Mia, Carbone - Dessin : Roberta Pierpaoli - Couleurs : Francesca Piscitelli -  (ISBN 9782822242042)
- 11. La Femme soldat, Éditions Jungle, coll. « Miss Jungle », Bruxelles, 24 avril 2025
Scénario : Cee Cee Mia, Carbone - Dessin : Roberta Pierpaoli - Couleurs : Francesca Piscitelli -  (ISBN 978-2-8222-4585-2)

#### New hope
- 1. Celle qui voulait infiltrer Epsilon[6],[25], Dupuis, Marcinelle, 6 janvier 2023
Scénario : Cee Cee Mia - Dessin et couleurs : Jalo -  (ISBN 979-10-34758-69-2)
- 2. Celui qui se cache derrière Pi[7],[26], Dupuis, Marcinelle, 16 février 2024
Scénario : Cee Cee Mia - Dessin et couleurs : Jalo -  (ISBN 979-10-34767-03-8)

### Littérature jeunesse
- L'Histoire de mon arbre, illustrations de Delphine Berger-Cornuel, Vert pomme, 2013  (ISBN 979-10-91893-03-9)
- L'Histoire de notre jardin, illustrations de Delphine Berger-Cornuel, Vert pomme, 2014  (ISBN 979-10-91893-05-3)
- En route pour l'espace, illustrations de Julie Lecomte, Samir, 2016  (ISBN 9786144431269)
- En route pour le corps, illustrations de Julie Lecomte, Samir, 2016  (ISBN 9786144431276)
- En route chez les abeilles, illustrations de Julie Lecomte, Samir, 2018  (ISBN 978-614-443125-2)
- En route pour l'océan, illustrations de Julie Lecomte, Samir, 2018  (ISBN 978-614-443128-3)
- Mon père est une patate[27], illustrations de Jorfe, Les 400 coups, 2018  (ISBN 978-2-89540-702-7)
- Sur ma langue, illustrations de Odile Bignolais, la Pimpante, coll. « Patte de chevreuil », 2018  (ISBN 978-2-37205-037-1)
- Pourquoi la coccinelle a-t-elle des pois ?, illustrations de Pog, Jorfe, Frimousse, 2020  (ISBN 978-2-35241-413-1)

## Prix et distinctions
- 2020 :  prix Conseil départemental de Loir-et-Cher, avec Lesdeuxpareilles, pour Au-delà des étoiles, T1, La naissance d’un crew, Dupuis[28].

#### Livres
: document utilisé comme source pour la rédaction de cet article.
- Philippe Mellot, Michel Denni, Laurent Turpin et Isabelle Morzadec, Trésors de la bande dessinée : BDM 2022-2023 - Catalogue encyclopédique et Argus, Paris, Les Arènes, novembre 2022, 23e éd., 1677 p., ill. ; 23 cm (ISBN 9791037507280, OCLC 1351462460, présentation en ligne), p. 318, 1214. .

#### Périodiques
- Paul Satis, « Bienvenue dans mon atelier », Spirou, Dupuis, no 4374,‎ 9 février 2022 (ISSN 0771-8071).

#### Articles
- Carbone, Cee Cee Mia, Marko et Maëla Cosson (interviewés par Bruce Rennes), « Interviews de Carbone, Cee Cee Mia, Marko et Maëla Cosson – Auteurs de La Brigade des souvenirs », Les Amis de la BD,‎ 8 juillet 2022 (lire en ligne, consulté le 2 novembre 2024).